# Bretstein
Bretstein là một đô thị thuộc huyện Judenburg trong bang Steiermark, nước Áo. Đô thị Bretstein có diện tích 91,31 km², dân số cuối năm 2005 là 1036 người.